# Resolució 195 del Consell de Seguretat de les Nacions Unides
La Resolució 195 del Consell de Seguretat de les Nacions Unides, aprovada per unanimitat el 9 d'octubre de 1964, després d'examinar l'aplicació de Malawi per a ser membre de les Nacions Unides, el Consell va recomanar a l'Assemblea general que Malawi fos admès.